# Route de la découverte
La Route de la découverte (en espagnol Ruta del Descubrimiento) est un parcours utilisé en voile pour l'un des nombreux records transocéaniques homologués par le WSSRC. Il relie Cadix à San Salvador, aux Bahamas. À l'origine, de 1984 à 1992, c'était une course en équipage reliant Cadix à Saint-Domingue. La logique de la course est de parcourir à la voile une distance similaire à celle parcourue par Christophe Colomb en 1492.
En 2022, le record est détenu Yann Guichard et son équipage, depuis le 6 novembre 2013, à bord du trimaran Maxi Spindrift 2. Son temps est de 6 jours, 14 heures, 29 minutes et 21 secondes.

## Historique

### Origine
À l'origine, de 1984 à 1992, c'était une course en équipage reliant Cadix à Saint-Domingue. Elle est appelée Route de la découverte en l'honneur de Christophe Colomb et sa traversée en 70 jours du 3 août au 12 octobre 1492 entre Cadix et San Salvador, via l'archipel des Canaries.
C'est le catamaran de 26 m Fleury Michon VII de Philippe Poupon qui remporte la première édition en 1984, à laquelle ont pris part 30 équipages. La deuxième édition en 1988 est remportée par Jet-Services V le catamaran de Serge Madec. La troisième édition, en 1992 se court sans bateau français, pris par la proximité du Vendée Globe.
Depuis juin 2000, le parcours est légèrement différent, il relie Cadix à San Salvador, soit une distance théorique de 3 884 nœuds. Il est utilisé, même hors course et à la date de son choix, pour l'un des nombreux records transocéaniques homologués par le WSSRC. 

### Classement 1984
Départ le 2 décembre 1984, avec 30 concurrents :
1. Fleury Michon VII, catamaran de Philippe Poupon[5] en 14 jours 14 heures 49 minutes[2].
2. Charente Maritime 2, catamaran de Pierre Follenfant
3. Formule Tag, catamaran de Mike Birch
4. Roger & Gallet, catamaran de Eric Loizeau
5. Région Picardie de Alain Petit Etienne
6. Région Nord-Pas de Calais de Patrick Toyon

### Classement 1988
Départ le 4 décembre 1988, avec 21 concurrents :
- Multicoques :

1. Jet-Services V de Serge Madec en 15 j 7 h 30 min 25 s (dont 12 jours 12 heures 25 minutes et 26 secondes pour la partie Cadix à San Salvador[6])
2. Alimentos-de-Espana de José Lastras
3. IB-Express de Francis Joyon

- Monocoques Classement en temps réel)

1. Merit Cup de Pierre Fehlmann (Suisse) en 16 j 21 h
2. Fortuna de Santana (Espagne)
3. Belmont II de Harry Harkimo (Finlande)
4. Hispania de Toubes (Espagne)
5. Gatorade de Giorgio Falks (Italie)

- Monocoques Classement en temps corrigé)

1. Fortunella (Espagne)

### Classement 1992
Départ le 28 novembre 1992
1. Publiespana de Juan Santos
2. Merit Cup de Pierre Fehlmann (Suisse) en 16 j 21 h
3. Fortuna de Javier Visiers

## Records
Le parcours de référence est défini entre Cadix et San Salvador en laissant l'île de Grande Canarie à tribord, soit 3 884 milles nautiques (7 200 kilomètres) en distance théorique.

### En équipage
| Année | Temps                 | Vitesse (nœuds) | Skipper                                     | Bateau           | Type de bateau | Équipages |
| ----- | --------------------- | --------------- | ------------------------------------------- | ---------------- | -------------- | --- |
| 1988  | 12 j 12 h 25 min 26 s | 12,9            | Serge Madec France                          | Jet Service V    | catamaran      | Marc Guillemot, Olivier Despaignes, Gerry Roufs et Jean-Yves Bernot |
| 2000  | 10 j 14 h 53 min 44 s | 17,58           | Grant Dalton Nouvelle-Zélande               | Club Med         | catamaran      | Franck Proffit, Bruno Peyron |
| 2003  | 09 j 13 h 30 min 18 s | 19,52           | Steve Fossett États-Unis                    | PlayStation      | catamaran      | Dave Scully, Pete Melvin, Brian Thompson, Peter Hogg, Mark Featherstone, Dave Calvert, Mikaela Von Koskull, Will Howden, Tim Zimmermann, Nick Legatt, Simon Fisher, Dave Thomson                              |
| 2007  | 07 j 10 h 58 min 53 s | 25,04           | Franck Cammas France                        | Groupama 3       | trimaran       | Franck Proffit, Stève Ravussin, Pascal Blouin, Loic Le Mignon, Bruno Jeanjean, Sébastien Audigane, Frédéric Le Peutrec, Ronan Le Goff, Marcel Van Triest                                                      |
| 2013  | 06 j 14 h 29 min 53 s | 25,04           | Yann Guichard France Dona Bertarelli Italie | Maxi Spindrift 2 | trimaran       | Xavier Revil, Jean Baptiste Le Vaillant, Antoine Carraz, Thierry Douillard, Christophe Espagnon, Sébastien Marsset, Nicolas Texier, Erwan Tabarly, François Morvan, Thomas Rouxel, Simone Gaeta, Erwan Israel |

### En solitaire
| Année | Arrivée        | Skipper                 | Bateau                          | Temps                 | Vitesse moyenne (nœuds) |
| ----- | -------------- | ----------------------- | ------------------------------- | --------------------- | ----------------------- |
| 2004  | le 22 novembre | Francis Joyon France    | trimaran IDEC (ex Poulain 1986) | 11 j 03 h 18 min 20 s | 16,76                   |
| 2005  | le 8 juillet   | Thomas Coville France   | trimaran Sodebo                 | 10 j 11 h 50 min 20 s | 17,79                   |
| 2008  | le 7 novembre  | Francis Joyon France    | trimaran IDEC (2007)            | 09 j 20 h 35 min 3 s  | 18,94                   |
| 2013  | le 15 février  | Francis Joyon France    | trimaran IDEC (2007)            | 08 j 16 h 07 min 5 s  | 21,04                   |
| 2014  | le 30 janvier  | Armel Le Cléac'h France | Maxi Solo Banque Populaire VII  | 06 j 23 h 42 min 18 s | 23,16                   |